# Février 2004

## Actualités du mois

### Dimanche1erfévrier2004
- En France
  - À Paris, 50e anniversaire de l'appel de l'abbé Pierre contre l'exclusion, qui a eu lieu lors de l'hiver 1954.
  - Le président Jacques Chirac demande la création d'une commission d'enquête sur les effractions et les pressions dont auraient eu à subir les magistrats de Nanterre ayant eu à suivre le dossier de l'affaire des emplois fictifs de la mairie de Paris dans lequel est impliqué Alain Juppé.
- Arabie saoudite : 244 pèlerins trouvent la mort lors d'une bousculade pendant le rituel de la lapidation à Mina à La Mecque.
- États-Unis : Pendant son spectacle, à la mi-temps de la finale du Super Bowl, la star du showbiz Janet Jackson montre son sein droit. Il s'ensuivra une campagne de presse connue sous le nom de Nipplegate.
- Irak : Double attentat-suicide, à Erbil au Kurdistan, contre les locaux de deux partis politiques, alliés des américains, le Parti démocratique du Kurdistan (PDK) de Massoud Barzani, et l'Union patriotique du Kurdistan) (UPK) de Jalal Talabani. : 105 morts dont le gouverneur de la province.
- Soudan : Selon Amnesty International, alors que le processus de paix engagé avec l'Armée populaire de libération du Soudan (APLS), active dans le sud du pays, est sur le point d'aboutir, le gouvernement islamiste soudanais a engagé les milices Janjawid soutenu par l'armée contre les populations du Darfour dans l'ouest du pays où depuis février 2003, l'Armée de libération du Soudan (ALS) a pris les armes contre le gouvernement.
  - Des bombardements ont lieu contre les villages et les petites villes de la région, tuant des milliers de civils et détruisant les habitations. Au sol les populations (hommes, femmes, enfants, bébés en bas âge) sont massacrés par les miliciens et les militaires.
  - Plus de 600 mille personnes ont fui les campagnes en direction des autres villes du Darfour et plus de 90 000 personnes ont franchi la frontière vers le Tchad
- Viêt Nam : l'Organisation mondiale de la santé évoque la possibilité de deux cas de transmission « interhumaine » du virus responsable de l'épidémie de grippe aviaire qui a démarré à l'automne 2003.
- Sports :
  - À Melbourne en Australie, le Suisse Roger Federer remporte les Internationaux d'Australie de tennis en s'imposant devant le Russe Marat Safin 7-6 (7/3), 6-4, 6-2, en 2 heures 15 minutes.

### Lundi2 février 2004
- En France :
  - À la suite de la demande de président Jacques Chirac concernant la création d'une commission d'enquête sur les effractions et les pressions dont auraient eu à subir les magistrats de Nanterre ayant eu à suivre le dossier de l'Affaire des emplois fictifs de la mairie de Paris dans lequel est impliqué Alain Juppé, le parquet de Nanterre ouvre une information judiciaire.
  - Du 2 au 6 février, à Villepinte en Seine-Saint-Denis, 20e congrès national du syndicat Force ouvrière, ou de nombreux intervenants ont montré une « envie d'en découdre », mais le courant réformiste reste puissant et influent.
- États-Unis : Le président George W. Bush annonce la création d'une commission d'enquête sur les informations fournies par les services de renseignements à propose de l'existence d'armes de destruction massive en Irak, avec un rapport prévu pour mars 2005.
- Israël/Palestine :
  - Le Premier ministre israélien Ariel Sharon annonce dans un délai de « un ou deux ans », un plan d' « évacuation de dix-sept colonies de la bande de Gaza », qui représentent 7 500 colons, et précise : « Je pars du principe que, dans le futur, il n'y aura plus de Juifs à Gaza ».
  - Cette annonce précipite de nombreuses réactions :
    - Tollé des colons, de l'aile droite du Likoud et de l'extrême droite israélienne.
    - Scepticisme de la gauche israélienne. Shimon Peres, chef du Parti travailliste déclare : « Planifier, ce n'est pas appliquer ».
    - Le ministre palestinien chargé des négociations avec Israël, Saeb Erekat, déclare : « Je crains qu'une fois de plus, nous ayons affaire à un exercice de relations publiques ».
- Astronomie : l'atmosphère de l'exoplanète HD 209458b de son petit nom Osiris recèlerait de l'oxygène et du carbone. Cette observation inédite a été faite par des astronomes de l'institut d'astrophysique de Paris grâce au télescope spatial Hubble.

### Mardi3 février 2004
- En France :
  - Le projet de loi sur la laïcité à l'école est présenté par le Premier ministre à l'Assemblée nationale pour être débattu.
  - L'ancien Premier ministre Alain Juppé, condamné le 30 janvier dernier à 18 mois de prison avec sursis et 10 ans d'inéligibilité par le tribunal correctionnel de Nanterre, annonce en direct sur le journal de 20 heures de TF1, qu'il se maintient à ses responsabilités et dans ses mandats, en attendant son procès en appel, pour assurer sa relève à la mairie de Bordeaux et à la présidence de l'UMP.
    - Au même moment se déroulait en direct un scandale médiatique au journal de France 2, le présentateur David Pujadas sur l'ordre du directeur des informations Olivier Mazerolle qui voulait faire un coup médiatique, annonce le « retrait progressif » d'Alain Juppé de la vie politique, alors que celui-ci était en train de dire le contraire sur l'autre chaîne. Cette bourde va entraîner la démission du responsable.
    - Derrière cette conception de l'information où le scoop et la vitesse priment sur la véracité et la réflexion se pose la question de la fonction d'une télévision de service public.
- États-Unis : Lors d'un entretien au Washington Post, le secrétaire d'État, Colin Powell, déclare ignorer s'il aurait recommandé d'attaquer l'Irak si les services de renseignements lui avaient indiqué que le pays ne possédait pas d'armes de destruction masive, mais confirme que le régime irakien représentait une « menace » et « compte tenu de ce que les services de renseignement avaient présenté, nous croyions que les stocks existaient », et que cette guerre « c'était la bonne chose à faire ».

### Mercredi4 février 2004
- Royaume-Uni : Le premier ministre Tony Blair avoue, lors d'un débat à la Chambre des communes qu'il ignorait la nature exacte de l'arsenal irakien ainsi que le degré de fiabilité des informations contenues dans le dossier gouvernemental de septembre 2002, dont il avait fait état dans son discours de 18 mars 2003, deux jours avant le déclenchement de l'intervention en Irak.
  - Michael Howard, chef du parti conservateur, demande sa démission. Le cabinet du premier ministre réplique en dénonçant le « révisionnisme » des médias.
- Pakistan : Lors d'une « confession » télévisée, le directeur du programme nucléaire pakistanais de 1976 à 2001, le Dr Abdul Qadeer Khan reconnaît sa « pleine responsabilité » dans le transfert de la technologie nucléaire vers la Libye, l'Iran et la Corée du Nord.
- États-Unis : Lancement du célèbre réseau social, Facebook.

### Jeudi5 février 2004
- Côte d'Ivoire : le président Jacques Chirac reçoit à l'Élysée le président Laurent Gbagbo pour un entretien de « réconciliation ».
- Pakistan : à la suite de la « confession » télévisée du Dr Abdul Qadeer Khan, le président pakistanais Pervez Musharraf affirme qu'« aucun militaire ou responsable du gouvernement n'est impliqué dans le transfert de la technologie nucléaire vers la Libye, l'Iran et la Corée du Nord et annonce aussi que le Pakistan procédera prochainement à un test du missile Shaheen II, capable d'une portée de deux mille kilomètres, et précise qu'«aucun document ne sera donné, aucune investigation indépendante n'aura lieu ici, et nous n'autoriserons pas les Nations unies à venir ».
  - Scott McClellan, le porte-parole de la Maison-Blanche déclare : « Ce réseau de prolifération n'existe plus. Les actes du Pakistan l'ont brisé ».
- Haïti : La quatrième ville du pays, Les Gonaïves est prise par les rebelles qui réclament la démission du président Jean-Bertrand Aristide, et décident de continuer leur progression vers la capitale.
- Russie : Ivan Rybkine, ancien éphémère président de la Douma en 1994, et candidat à l'élection présidentielle du 14 mars prochain, disparaît mystérieusement.
  - Crédité de moins de 1 % des voix, il est soutenu par l'oligarque Boris Berezovski depuis Londres où ce dernier vit en exil
- Serbie : Dragan Maršićanin du Parti démocratique de Serbie (DSS) est élu à la présidence du parlement, avec le soutien et l'appui du Parti socialiste serbe (SPS) de l'ancien président Slobodan Milošević. Il prend du même coup la présidence de la République par intérim.

### Vendredi6 février 2004
- OTAN : Lors de la réunion des ministres de la défense, à Munich, Donald Rumsfeld déclare : « Les États-Unis estiment que l'OTAN peut et devrait jouer un rôle plus grand à la fois en Afghanistan et en Irak ».
- France :
  - À la suite de la bourde médiatique du 3 février, les 400 journalistes de la chaîne France 2 jugent que la bourde est énorme et révèle une dérive. Finalement ils votent la défiance : « À quoi sert une télévision publique si elles doit fonctionner selon les deux normes de l'info-spectacle ; la « Vitesse » (informer en temps réel, trop vite pour réfléchir) et l' « Émotion » (la proximité, les interviews-trottoir, les petites choses démesurèment gonflées parce qu'on croit le public incapable de s'intéresser aux grandes) ? »
  - André Mangin un pédomane de 32 ans est condamné à 15 ans de réclusion criminelle pour plusieurs viols et agressions sexuelles.
- Irak : du 6 au 13 février, le représentant spécial de l'ONU, l'algérien Lakhdar Brahimi, dirige une mission exploratoire sur la « faisabilité » d'élections directes avant le 30 juin.
- Israël/Palestine : Le quotidien israélien Haaretz, indique que le plan d' « évacuation de dix-sept colonies de la bande de Gaza », annoncé le 2 février par le Premier ministre israélien Ariel Sharon, aurait pour contrepartie un renforcement de la colonisation en Cisjordanie.
- Russie, à Moscou : attentat à l'explosif le matin à l'heure de pointe dans une rame de métro. Le bilan provisoire fait état de 39 morts et plus de 120 blessés.

### Samedi7 février 2004
- OTAN : du 7 au 8 février, conférence annuelle sur la politique de sécurité.
- France : Le syndicat Force ouvrière, élit avec 94 % des voix, son nouveau secrétaire général Jean-Claude Mailly (51 ans) en remplacement de Marc Blondel. La fin de l'ère Blondel pourrait ouvrir une période d’instabilité dans la centrale syndicale.
- Vatican : Le pape Jean-Paul II a demandé vendredi que les prêtres accusés d'abus sexuels soient jugés avec impartialité tout en rappelant que le besoin « essentiel » était de protéger les jeunes. Le pape a souligné qu'il y avait une « augmentation notable » du nombre de dossiers, depuis janvier 2002 et le scandale des prêtres pédophiles aux États-Unis. Des dizaines de curés avaient été mutés de paroisse en paroisse au lieu d'être punis pour leurs crimes. Ces faits concerneraient 325 prêtres américains sur les 46 000 exerçant leur ministère.

### Dimanche8 février 2004
- France : à Paris, l'UMP réunit son 2e congrès auquel participent 12 000 personnes qui acclament Alain Juppé.

### Lundi9 février 2004
- France : 14e journée de grève des journalistes de l'intersyndicale de Radio France. Toutes les radios sont différemment touchées. Une déclaration de la direction de Radio France est attendue dans la journée.
- Irak : Le général américain Mark Kimmit annonce la saisie d'un document détaillant un plan de guerre civile. Ce document serait attribué à Abou Moussab Zarqaoui, activiste jordanien d'Al-Qaïda dont la tête est déjà mise à prix pour 10 millions de US dollars.

### Mardi10 février 2004
- En France :
  - Le projet de Loi française sur les signes religieux dans les établissements scolaires a été adopté en première lecture par l'Assemblée nationale, avec 494 voix contre 36. Le groupe UMP et le groupe PS ont voté pour cette loi.
  - L'écrivain italien Cesare Battisti est incarcéré à la prison de la Santé à Paris en vue de son extradition vers l'Italie. Cesare Battisti est notamment condamné et recherché par la justice italienne pour avoir commis deux meurtres l'un à Venise, l'autre à Milan « le même jour et à la même heure ? ».
- États-Unis : John Kerry remporte les primaires de Virginie et du Tennessee en battant John Edwards et Wesley Clark qui décide de son retrait de la compétition.

- Algérie : Le parquet de Paris ouvre une information judiciaire « contre X » relative à l'enlèvement et à l'assassinat des moines de Tibhirine en 1996.
- Irak : À Iskandariyah au sud de Bagdad, nouvel attentat contre un commissariat : 55 aspirants policiers sont tués.
- Iran : De passage à Paris, le prince Reza Pahlavi, fils héritier du Shah d'Iran, a déclaré : « Mêmes tenues en parfaite légalité, des élections n'auraient aucune valeur. Le Parlement n'a pas le pouvoir de faire les lois. L'Iran est une théocratie (...) où oser penser librement et décider de son propre avenir est considéré comme l'arrogance de l'infidèle. »
- Russie : Ivan Rybkine, candidat à l'élection présidentielle, et disparu mystérieusement le 5 février, réapparaît aussi mystérieusement, et explique qu'il était allé se reposer « chez des amis » à Kiev.

### Mercredi11 février 2004
- En France :
  - À la suite de la bourde médiatique du journal de France 2, le présentateur David Pujadas est suspendu pour deux semaines.
  - Le projet de Loi française sur la grande criminalité présenté par le ministre Dominique Perben est voté par 340 voix contre 173.
  - Dans l'affaire des marchés publics d'Île-de-France, les 47 personnes mises en examen sont renvoyées par le juge Armand Riberolles devant le tribunal correctionnel de Paris. Parmi eux, Michel Roussin, ancien directeur de cabinet de Jacques Chirac à la Mairie de Paris.
  - Les services fiscaux de Nice refusent de fournir au président du Front national, Jean-Marie Le Pen, une attestation de domiciliation fiscale lui permettant de se présenter et de conduire la liste de son parti aux prochaines élections régionales en PACA.
- Irak : À Bagdad, nouvel attentat à la voiture piégée contre un centre de recrutement de la nouvelle armée irakienne : 36 aspirants militaires tués.
- Tunisie : En football, la Tunisie et le Maroc se sont qualifiés (contre le Nigeria et le Mali respectivement) pour la finale de la Coupe d'Afrique des nations qui se jouera samedi 14 février.

### Jeudi12 février 2004
- France :
  - À la suite de la bourde médiatique du journal de France 2 du 3 février, le CSA déclare : France 2 « n'a pas respecté son obligation de bonne information des spectateurs ».
  - À la suite du refus des services fiscaux de fournir une attestation de domiciliation fiscale, Jean-Marie Le Pen adresse une requête au tribunal administratif de Nice, qui la rejette le 14 février.
- Irak : À Falloujah, attentat manqué à la roquette contre la voiture transportant le général John Abizaid, chef du commandement central américain (Centcom).
- Israël-Palestine : Le gouvernement israélien décide de boycotter les audiences de la Cour internationale de justice sur la question du mur de sécurité en cours de construction par Israël sur le territoire de la Cisjordanie. La cour avait été saisie le 8 décembre 2004 sur décision de l'Assemblée générale de l'ONU.
- Russie : Ivan Rybkine, candidat à l'élection présidentielle, disparu mystérieusement le 5 février, puis réapparu aussi mystérieusement, déclare depuis Londres, où il a rejoint l'oligarque Boris Berezovski, qu'il a bien été enlevé et drogué et que ses précédentes déclarations « étaient fausses » et avaient été faites « sous la contrainte ».
- Vatican : Le pape Jean-Paul II reçoit le premier ministre palestinien Ahmed Qoreï.

### Vendredi13 février 2004
- France : Le président Jacques Chirac choisit, pour le futur deuxième porte-avions de la marine française, le projet d'un porte-avions à propulsion classique au diesel (et non pas au nucléaire), soutenu par le Français Thales associé au Britannique BAE Systems.
- Inde : Le ministre des Affaires étrangères Dominique de Villepin, en visite officielle à New Delhi, annonce qu'il va plaider en faveur de l'attribution d'un siège permanent au Conseil de sécurité de l'ONU pour l'Inde.
- Canada : Funérailles nationales de Claude Ryan, chef du Parti libéral du Québec de 1978 à 1982, en la basilique Notre-Dame de Montréal présidées par le cardinal Jean-Claude Turcotte, archevêque de Montréal.

### Samedi14 février 2004
- En France : Le futur porte-avions français sera à propulsion classique (Diesel) et non nucléaire comme le Charles de Gaulle. Étant donné que le Royaume-Uni a lui aussi choisi cette option, les deux États se sont félicités de ce choix.
- Lancement de la chaîne de télévision en arabe financée par les États-Unis Al-Hurra
- Irak : La guérilla réussit à reprendre pendant une heure le contrôle de la ville de Falloujah.
- Sports :
  - En football, la Tunisie a remporté son premier titre continental en battant le Maroc (2-1) lors de la finale de la Coupe d'Afrique des nations à Tunis.
  - En rugby à XV, la France a remporté son match contre l'Irlande (35-17) lors de la première journée du Tournoi des Six Nations.

### Dimanche15 février 2004
- Serbie : Accord politique pour la constitution d'un gouvernement de coalition, entre le Parti démocrate de Serbie (DSS), le Parti Serbe du renouveau (SPO, monarchiste) de Vuk Drašković et le G17 Plus (libéral). Le Parti socialiste serbe (SPS) réserve sa décision de soutien.
- Espace : À Seattle, une équipe internationale d'astronomes annonce la découverte de la galaxie la plus lointaine jamais observée. Elle se situe à une distance de treize milliards d'années-lumière.

### Lundi16 février 2004
- Israël : du 16 au 19 février, visite d'État en France du président de la république israélienne, Moshe Katsav, la première depuis celle du président Chaim Herzog en 1988.
- Italie : Les premiers résultats de l'autopsie pratiquée sur le corps du cycliste Marco Pantani, retrouvé mort dans sa chambre d'hôtel samedi dernier, font état d'un œdème cérébral et d'une embolie pulmonaire, sans précision de leur origine.
- Serbie : Commentant l'accord politique pour la constitution d'un gouvernement de coalition, le haut représentant de l'Union européenne pour la politique étrangère Javier Solana déclare : « Nous ne pensons pas que cette décision aille dans la bonne direction ».

### Mardi17 février 2004
- En France :
  - La compagnie aérienne Air Littoral (444 salariés) ainsi que sa filiale de maintenance Air Littoral industrie (167 salariés) sont mises en liquidation judiciaire par le tribunal de commerce de Montpellier.
  - La société allemande BASF est mise en examen, par un juge de Saint-Gaudens (Haute-Garonne), dans le cadre d'une enquête sur la surmortalité suspecte des abeilles dans les environnements où a été utilisé un de leurs produits.
  - Selon un rapport du Conseil de l'emploi, des revenus et de la cohésion sociale (CERC), un million d'enfants vivraient sous le seuil de pauvreté en France (1 170 euros mensuels pour un couple avec un enfant), mais seraient deux millions si on retient le seuil de pauvreté européen. Les familles monoparentales et les familles nombreuses seraient les plus exposées à la pauvreté parce que les plus touchées par le chômage. 45 % des enfants pauvres ont un retard scolaire (24 % sur l'ensemble des élèves).
- Haïti : Les principales villes du pays sont en proie à une guerre civile entre des insurgés et la relativement faible force de police du gouvernement actuel, l'armée étant dissoute depuis quelques années.

### Mercredi18 février 2004
- France : à la suite du refus des services fiscaux de fournir une attestation de domiciliation fiscale, le préfet de région Christian Frémont refuse de valider la candidature de Jean-Marie Le Pen
- Europe : À Berlin, sommet privé entre le président français Jacques Chirac, le chancelier allemand Gerhard Schröder et le premier ministre britannique Tony Blair, consacré aux questions économiques et sociales, mais aussi, en coulisses, à la future constitution européenne, à l'Irak, à l'Afghanistanet au Proche-Orient.
  - Réactions négatives des grands pays européens non invités comme l'Italie, l'Espagne et la Pologne.

### Jeudi19 février 2004
- France : à la suite du refus des services fiscaux de fournir une attestation de domiciliation fiscale, Jean-Marie Le Pen saisit le tribunal administratif de Marseille, qui donne un avis négatif le 22 février.
- Irak : bilan des tués parmi les forces de la coalition sur le terrain :
  - États-Unis : mars 2003 (65) - avril (73 - mai (37) - juin (30) - juillet (47) - août (35) - septembre (30) - octobre (43) - novembre (82) - décembre (39) - janvier 2004 (49).
  - total autres pays de mars 2003 à janvier 2004 : Royaume-Uni (56) - Italie (17) - Ukraine (1) - Espagne (8) - Pologne (2) - Pays-Bas (0) - Australie (0).

### Vendredi20 février 2004
- Belgique : le projet de Loi octroyant aux étrangers extra-européens, le droit de vote aux élections communales est adopté par la Chambre des députés par 80 voix contre 58. La condition est que l'étranger réside depuis au moins cinq ans dans le pays.
- Serbie : à la suite de l'accord politique pour la constitution d'un gouvernement de coalition, Vojislav Koštunica est chargé de former le nouveau gouvernement.
- Iran : victoire des conservateurs aux élections législatives, 156 élus contre 39 aux réformateurs. Le taux de participation est d'environ 50,7 % (chiffre contesté par les conservateurs). De nombreux réformateurs avaient appelé au boycott pour protester contre l'invalidation de leurs candidatures.

### Samedi21 février 2004
- Haïti : Un plan international, présenté par les États-Unis, le Canada, la France, l'Organisation des États américains (OEA) et l'Organisation des pays caraïbes (Caricom), prévoit :
  - le maintien au pouvoir du président Jean-Bertrand Aristide jusqu'au terme de son mandat en décembre 2006,
  - la nomination d'un nouveau premier ministre,
  - la dissolution des milices armées,
  - et de nouvelles élections législatives.
- Sports :
  - En rugby à XV, la France a remporté son match contre l'Italie (25-0) lors de la deuxième journée du Tournoi des Six Nations au Stade de France. Essais de Pépito Elhorga (73e minute), et de Imanol Harinordoquy (25e minute et 64e minute).

### Dimanche22 février 2004
- Europe : Création officielle du parti européen des verts au capitole à Rome.
- États-Unis : selon le journal The Observer, des « responsables militaires américains » auraient censuré un rapport commandé par le Pentagone, selon lequel les changements climatiques risquent d'entraîner une catastrophe planétaire et représentent une menace bien plus grave que le terrorisme. Les changements climatiques brutaux pourraient mettre la planète au bord de l'anarchie et de la guerre nucléaire en raison d'une raréfaction de la nourriture, de l'eau et des sources d'énergie. http://millenaires.free.fr/index.php?m=200402
- Haïti : Les rebelles s'emparent de la deuxième ville du pays Cap-Haïtien et contrôlent ainsi tout le nord de l'île.
- Israël-Palestine : nouvel attentat-suicide dans un autobus de Jérusalem, revendiqué par la Brigade des martyrs d'Al-Aqsa : 8 civils israéliens tués et 62 blessés.
  - Le ministre israélien des Affaires étrangères Silvan Shalom déclare : « Cet attentat prouve combien la construction d'une clôture de sécurité est indispensable ».
  - Cet attentat est dénoncé par l'Autorité palestinienne et son premier ministre Ahmed Qoreï appelle à « mettre un terme à de tels actes, parce qu'ils servent de prétextes à Israël pour poursuivre la construction du mur, les assassinats et les raids contre les civils palestiniens ».
- Turquie : du 22 au 24 février, visite officielle du chancelier allemand Gerhard Schröder qui exprime sa position en faveur de l'intégration de la Turquie dans l'Union européenne, et s'aligne sur ce point à la position défendue par le gouvernement américain. Il s'agit de la première visité officielle d'un chancelier allemand depuis celle d'Helmut Kohl en 1993.

### Lundi23 février 2004
- En France :
  - À la suite du refus des services fiscaux de fournir une attestation de domiciliation fiscale, et Jean-Marie Le Pen ayant tenté sans succès un certain nombre de recours, le bureau politique du Front national désigne l'avocat Guy Macary, président sortant du groupe FN au conseil régional de PACA, comme tête de liste pour les élections régionales.
  - Après la société BASF, c'est au tour de la société Bayer AG d'être mise en examen, dans le cadre d'une enquête sur la surmortalité suspecte des abeilles dans les environnements où a été utilisé un de leurs produits.
    - Dans la soirée, le ministère de l'Agriculture annonce la suspension de l'autorisation de commercialisation de l'insecticide Régent, tout en laissant libre l'utilisation des stocks en cours.
    - La matière active du Régent est le fipronil que l'on retrouve dans les deux produits, le Gaucho et le Régent, soupçonnés d'être à l'origine de la surmortalité constatée des abeilles. Ce produit est soupçonné, non seulement dangereux pour les abeilles mais aussi pour l'homme. Une étude d'approfondissement sera organisée à ce sujet par l'Agence française de sécurité sanitaire des aliments (AFSSA).

  - Arlette Chabot est nommée directrice générale adjointe chargée de l'information de France 2 et succède ainsi à Olivier Mazerolle qui avait démissionné de son poste le 11 février après l'annonce précipitée, le 3 février dans le journal de 20 heures du « retrait progressif » d'Alain Juppé de la vie politique. Cette annonce avait ouvert une grave crise au sein de la rédaction de la chaîne publique.
  - Un séisme d'une magnitude 5,1 a été ressenti dans l'est de la France en fin d'après-midi, à 18 h 31. L'épicentre se situerait près de la commune de Baume-les-Dames (Doubs), à 14 kilomètres de Besançon dont le centre-ville a été plongé dans le noir pendant une heure. La secousse a été ressentie de Strasbourg à Lyon.
    - Articles : Le Figaro, Agence Reuters, Le Nouvel Obs, France Télévision.

- Hongrie : du 24 au 25 février, visite officielle du président français Jacques Chirac à Budapest. Dans son discours, au parlement hongrois, il plaide pour une Europe de la Défense.
- Colombie : ce jour est aussi le jour anniversaire de l'enlèvement d'Íngrid Betancourt en 2002. Une manifestation a eu lieu à Paris pour sa libération ainsi que celle des neuf cents otages qui sont retenus dans la jungle colombienne par les FARC.
- Haïti : les insurgés entrent dans Cap-Haïtien et marchent sur Port-au-Prince. L'opposition demande le départ du président Jean-Bertrand Aristide alors que la communauté internationale tarde à intervenir.
- Inde : au moins six personnes sont mortes et 5 autres blessées dans une explosion au Centre spatial de Satish Dhawan (Sriharikota, Andhra Pradesh).
- Irak : l'Algérien Lakhdar Brahimi, délégué spécial de l'ONU, chargé d'étudier la « faisabilité » d'élections législatives, publie son rapport, dans lequel il fixe à huit après la définition d'une loi électorale, le délai nécessaire à l'organisation d'un scrutin.
- Iran : le gouvernement iranien accepte, à la demande de trois pays européens (France, Allemagne et Royaume-Uni), de suspendre totalement ses activités dans le domaine de l'enrichissement de l'uranium, à partir du mois de mars 2004.
- Israël-Palestine : du 23 au 25 février, la Cour internationale de justice examine la question de la légalité du mur israélien en Cisjordanie.

- Wikipédia : l'encyclopédie libre, collaborative et multilingue comporte désormais 500 000 articles, en plus de cinquante langues différentes, contre 137 000 en janvier 2003.

### Mardi24 février 2004
- La Haye : Nouveau report du procès de Slobodan Milošević, ancien président yougoslave devant le Tribunal pénal international en raison de sa mauvaise santé. Dimanche, c'est le juge qui avait démissionné pour raisons de santé.
- Russie : Le président russe Vladimir Poutine limoge tout le gouvernement de Mikhaïl Kassianov (proche de Boris Ieltsine) en déclarant : « Cette démission n'est pas liée au travail du gouvernement, que j'estime globalement satisfaisant, mais à la volonté de montrer ma position sur la direction que doit prendre le pays après le 14 mars ». L'interim est assuré par le vice-premier ministre Viktor Khristenko.
- États-Unis : Le président George W. Bush a demandé au Congrès d'approuver l'amendement constitutionnel bannissant le mariage entre personnes du même sexe.
- Iran : Au lendemain de la décision du gouvernement iranien de suspendre totalement ses activités dans le domaine de l'enrichissement de l'uranium, à partir du mois de mars 2004, l'Agence internationale de l'énergie atomique (AIEA) publie un nouveau rapport et s'inquiète des importantes « omissions » de Téhéran.
- Maroc : Un séisme de magnitude 6,3 a secoué le nord du Maroc et le détroit de Gibraltar à 2 h 27 faisant 571 morts (bilan du 27). Les villes les plus touchées sont Imzouren et Aït Kemra, situées à une dizaine de kilomètres au sud et au sud-ouest d'Al-Hoceima dans le Rif. De nombreuses répliques se produisent au cours des jours suivants. La population exprime sa colère devant la lenteur des secours.
- Suisse : Peter Nielsen, chargé du contrôle aérien de l'aéroport international de Zurich le soir de la collision aérienne d'Überlingen, est assassiné à son domicile de Kloten par l'architecte russe Vitali Kaloïev qui le tient responsable de cette catastrophe dans laquelle il a perdu sa femme et ses deux enfants[1].

### Mercredi25 février 2004
- France :
  - Au cours d'une enquête pour vol, près de Rognac dans les Bouches-du-Rhône, les gendarmes sont tombés sur un pédomane récidiviste belge de 44 ans, en possession sur son ordinateur de milliers de clichés à caractère pédophile, dont certains semblent avoir été pris dans les locaux même de la découverte.
  - Le rapport de la commission d'enquête parlementaire sur la canicule de l'été 2003, est adopté. Il souligne « les déficiences des structures de santé et des systèmes d'alerte » ainsi qu'une « carence dans la gestion politique de cette crise ».
  - Selon une étude de Datops concernant la place du Front national sur les forums de discussions ou newsgroups :
    - Le Front national est le parti le plus visible sur les forums français de discussion sur Internet, et Jean-Marie Le Pen est l’un des hommes politiques les plus visibles au même niveau que le Président de la République et le Premier ministre.
    - Les discussions portant sur le Front national sont deux fois plus longues en nombre de messages que les discussions sur l'ensemble des autres partis, Pour ou contre les internautes parlent beaucoup du programme du FN.
    - La stratégie frontiste sur les forums consiste à communiquer officiellement et laisser les militants occuper le terrain du débat. Il a compris, bien avant d'autres, l'enjeu politique que représente Internet, qui permet de « prendre la température » de la population sans le filtre des médias et constitue un bon vecteur de diffusion des idées. Le FN possède près de 150 sites en propre.

- Corée du Nord : Ouverture à Pékin de pourparlers sur le programme nucléaire nord-coréen.
- Haïti : Les rebelles rejettent le plan international, présenté le 21 février dernier, et alors que leurs troupes menacent la capitale, la France demandent la démission du président Jean-Bertrand Aristide.
  - Ce dernier réplique le lendemain sur CNN : « Je quitterai le palais le 7 février 2006 ».
- Cinéma : Le nouveau film de Mel Gibson, La Passion du Christ, sort aux États-Unis dans un climat de vives polémiques.

### Jeudi26 février 2004
- Europe : Une opération internationale de police, menée jeudi dans dix pays du monde, a permis de démanteler plusieurs réseaux de pédomanes actifs via l'internet, à partir d'une quarantaine de sites. Cette enquête a mis en lumière une structure hiérarchique complexe et très organisée.
- Macédoine : le président macédonien Boris Trajkovski se tue dans un accident d'avion dans le sud de la Bosnie-Herzégovine.
- Royaume-Uni : L'ancienne ministre du Développement international, Clare Show, a déclaré à la radio BBC que les espions britanniques interceptaient régulièrement, sur ordre du premier ministre Tony Blair, les communications au sein de l'ONU, y compris ceux de Kofi Annan.
  - Le premier ministre Tony Blair a réagi en déclarant : « Dans le contexte d'un terrorisme global (...), évoquer le travail des agents de sécurité ou leurs opérations (...) reviendrait à mettre en péril la sécurité du pays ».

- Aux États-Unis :
  - Le gouvernement américain lève des restrictions sur les voyages en Libye.
  - Richard Perle, conseiller auprès du secrétaire à la Défense Donald Rumsfeld démissionne.
- Japon : les autorités de surveillance de la concurrence inspectent les bureaux de Microsoft au Japon pour vérifier des soupçons de violation des lois anti-monopole.
- Espace, à Kourou : à 20 minutes du décollage, le lancement de la sonde Rosetta a été reporté de 24 heures pour cause de vents relativement forts en altitude. Cette sonde doit effectuer un voyage de dix ans pour aller étudier de près la comète Tchourioumov-Guerassimenko. Ce lancement est un test après le dernier échec de la fusée Ariane 5 le 12 décembre 2002.

### Vendredi27 février 2004
- Union européenne : Pascal Lamy, commissaire européen au commerce a confirmé l'application par l'Union européenne des sanctions autorisées par l'OMC contre les États-Unis. À partir du 1er mars 2004, les droits de douane sur quelque 1 600 produits américains vont être progressivement relevés tant que les États-Unis n'auront pas abrogé la loi sur la « Foreign Sales Corporation ».
- France :
  - Prise de position du pape Jean-Paul II contre la loi française sur les signes religieux dans les établissements scolaires.
  - Un homme de 41 ans a été condamné vendredi soir par la cour d'assises de la Sarthe à 15 années de réclusion criminelle pour le viol de trois jeunes garçons de moins de 12 ans lors des faits.
  - Pierre Mazeaud prend la présidence du Conseil constitutionnel.

- Aux États-Unis :
  - Visite officielle du Chancelier allemand Gerhard Schröder à la Maison-Blanche où il est reçu par le président George W. Bush.
  - Le département de la Justice a annoncé qu'il s'opposera à la fusion entre Oracle et PeopleSoft.
- Haïti-France : Réunion à Paris de Dominique de Villepin et de Joseph Philippe Antonio, respectivement ministre des affaires étrangères de la France et d'Haïti.
- Japon : Shoko Asahara, de son vrai nom Chizuo Matsumoto, le dirigeant (gourou) de la secte Aum Shinrikyo, responsable de l'attentat au gaz sarin qui avait tué 12 personnes et blessé 5 000 autres personnes en 1995 dans le métro de Tokyo, est condamné à mort par pendaison.
- Espace : à Kourou, nouveau report du décollage d'Ariane 5 pour une semaine ; une tuile de protection thermique s'est détachée du fuselage. Ce type d'incident rappelle la catastrophe de la navette spatiale Columbia.
- Internet : La société Verisign, chargée de faire fonctionner les serveurs de noms de domaines internet vient d'attaquer, aux États-Unis l'ICANN pour « abus d'autorité ». Celle-ci lui avait en effet interdit la mise en place de http://www.sitefinder.com, un portail où étaient redirigés automatiquement les internautes ayant tapé une adresse invalide.

### Samedi28 février 2004
- En France : Aux 19e Victoires de la musique, le grand vainqueur est le groupe Mickey 3D avec trois victoires (album rock de l'année, clip de l'année, chanson originale de l'année) à égalité avec Kyo. Dans les catégories de meilleur interprète, les vainqueurs sont Calogero et Carla Bruni.
- Taïwan : Une chaîne humaine de 2 500 000 personnes s'est formée pour manifester contre le redéploiement des missiles chinois.

### Dimanche29 février 2004
- Espagne : interception d'une camionnette chargée avec 500 kg d'explosifs. Le véhicule devait exploser dans Madrid.
- Royaume-Uni : selon le journal « The Independant », les enlèvements et tentatives de kidnapping d'enfants ont progressé de 45 % en Angleterre et au Pays de Galles pour atteindre le chiffre record de 846 en 2003. Le taux d'élucidation de ces affaires de 50 % en 2002 a chuté pour atteindre 37 % en 2003. 20 % des enlèvements résolus montre un mobile d'ordre sexuel.

- États-Unis, à Hollywood : Onze Oscars pour la trilogie Le Seigneur des anneaux.
- Québec : Clôture du 5e Festival Montréal en lumière avec une affluence record de plus d'un demi-million de personnes.
- Haïti : Jean-Bertrand Aristide a quitté la présidence d'Haïti. Boniface Alexandre, président de la Cour suprême, assure l'intérim.
- Belgique : RTBF : VivaCité succède à Bruxelles Capitale et Fréquence Wallonie.